# Padang Langgis
Padang Langgis is een bestuurslaag in het regentschap Aceh Tamiang van de provincie Atjeh, Indonesië. Padang Langgis telt 553 inwoners (volkstelling 2010).